# Nautilus belauensis
Nautilus belauensis är en bläckfiskart som beskrevs av Saunders 1981. Nautilus belauensis ingår i släktet Nautilus och familjen pärlbåtar. Inga underarter finns listade i Catalogue of Life.

## Bildgalleri

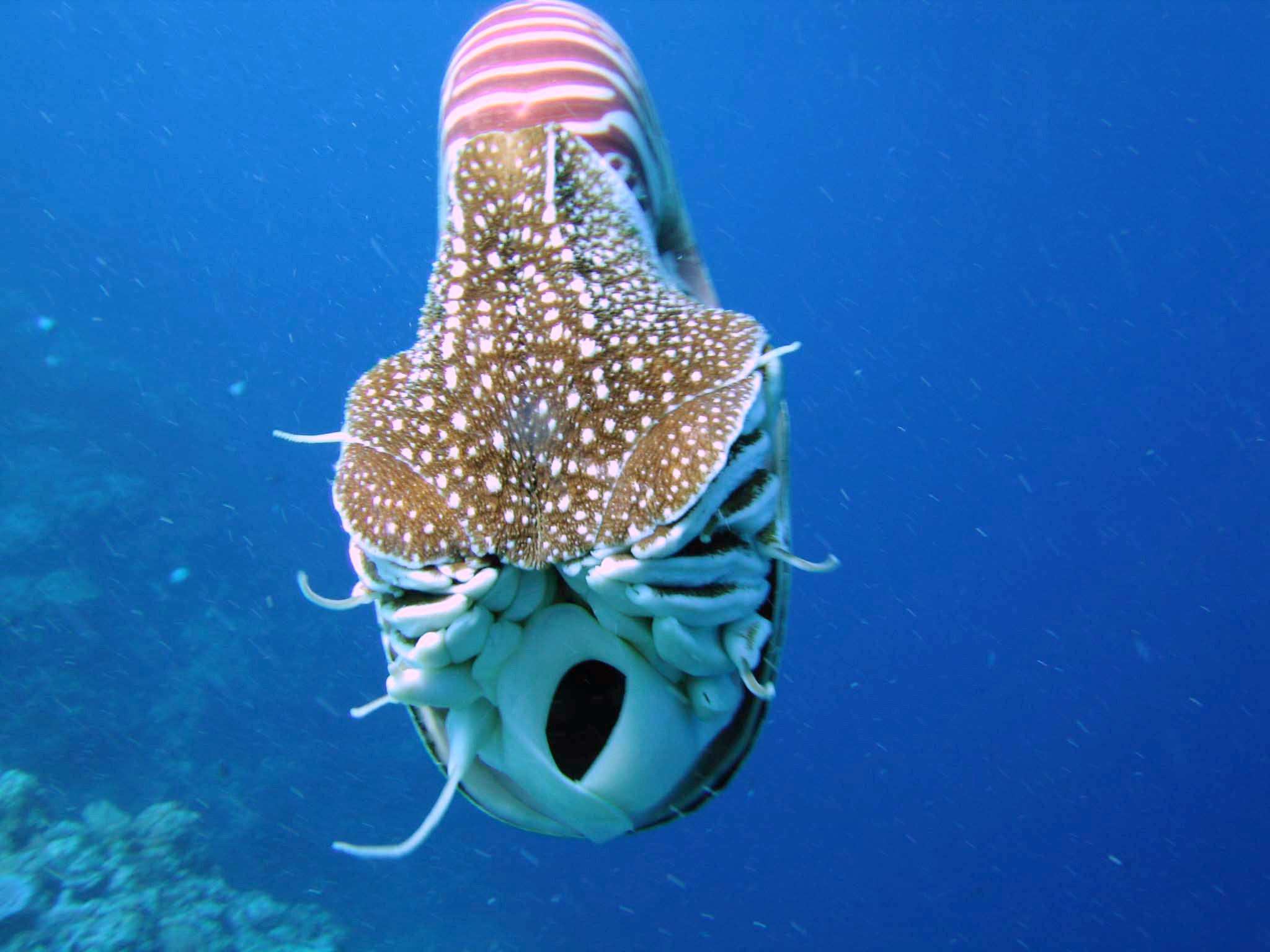
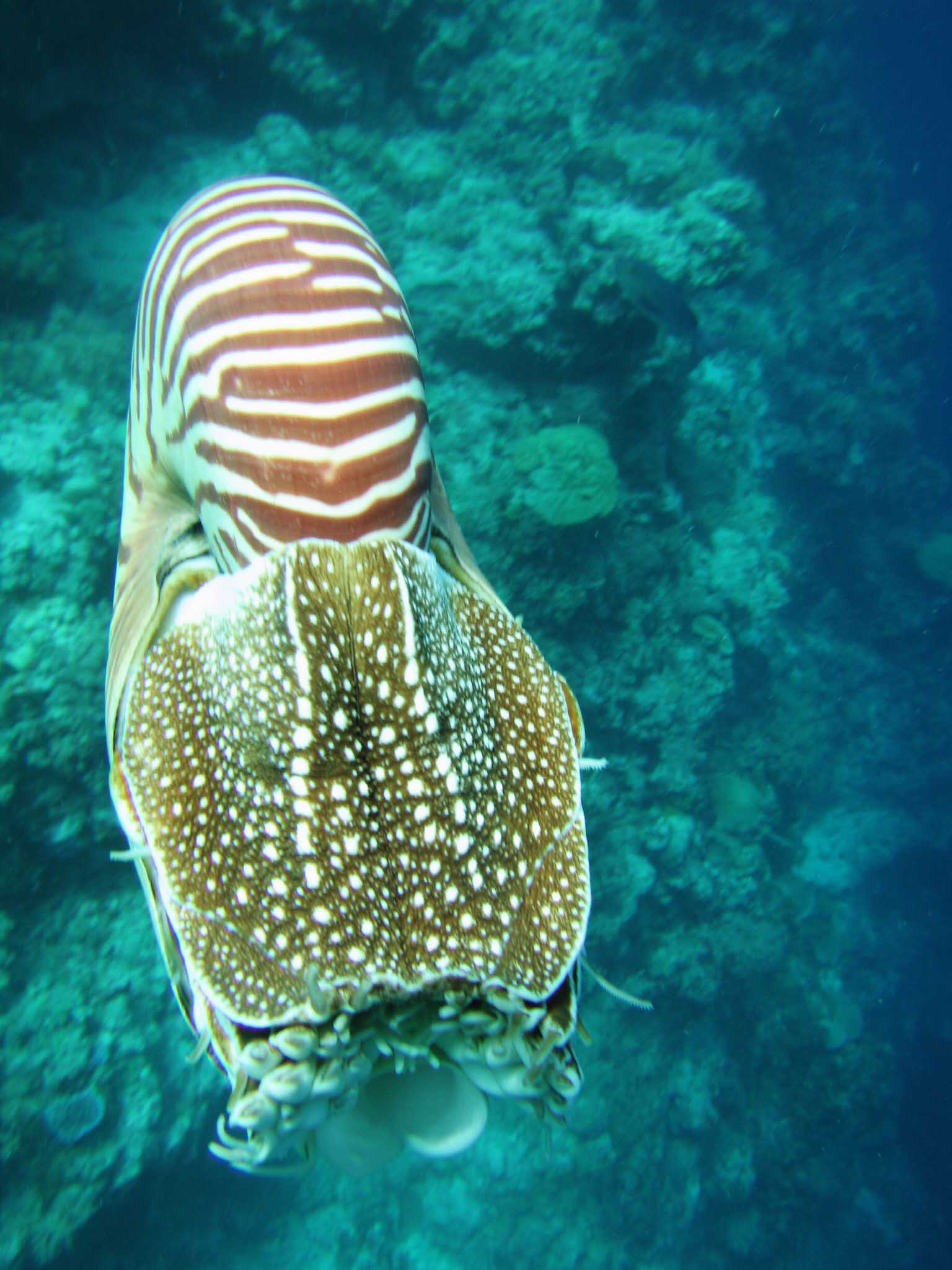
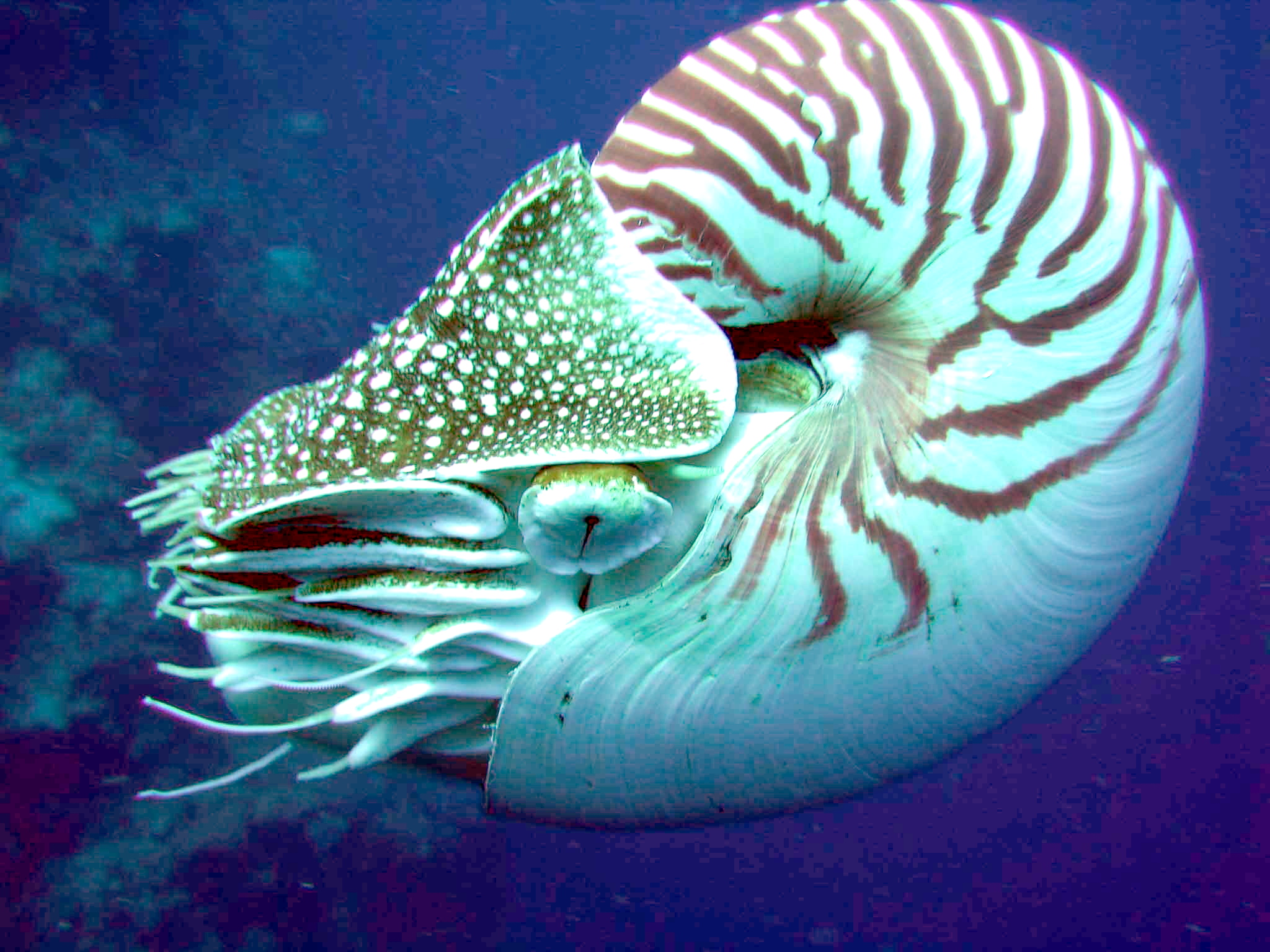